# Guentherus altivela
Guentherus altivela is een straalvinnige vissensoort uit de familie van de diepzeekwabben (Ateleopodidae). De wetenschappelijke naam van de soort is voor het eerst geldig gepubliceerd in 1917 door Osório.